# Zeche Franz Haniel
Die Zeche Franz Haniel war ein Steinkohlen-Bergwerk in Bottrop und Oberhausen.

## Geschichte
Mitte des 19. Jahrhunderts erwarb die Gutehoffnungshütte die umfangreichen Felderbesitze „Oberhausen“ und „Neu-Oberhausen“. Dieser Felderbesitz erstreckte sich unter Oberhausen, Sterkrade, Königshardt, Klosterhardt und Bottrop.
Der Felderbereich „Oberhausen“ wurde durch die Zeche Oberhausen und ihre großen Anschlussanlagen (Zeche Osterfeld u. a.) erschlossen. Im Feldesbereich „Neu-Oberhausen“ war 1914 bereits die Zeche Jacobi in Betrieb gegangen.
Nach dem Ersten Weltkrieg wurde von der Gutehoffnungshütte wegen des nun aufkommenden Kohlenbedarfes ein weiterer Neuaufschluss im Feld „Neu-Oberhausen“ in Angriff genommen.
1921 begannen im Waldgebiet an der Fernewaldstraße in Oberhausen-Königshardt die Abteufarbeiten für Schacht 1 und 2. Die neue Zeche wurde zu Ehren des einzigen Sohnes von Hugo Haniel, Franz Haniel junior benannt. Franz Haniel junior hatte sich als Vorsitzender des Aufsichtsrates der Gutehoffnungshütte besonders für den Ausbau der unternehmenseigenen Zechen eingesetzt. Noch heute ist auf dem Zechenplatz der Schachtanlage eine große Büste von Prof. Kolbe aus Berlin, die 1941 gefertigt wurde und im Besitz der Familie Haniel ist, zu sehen.
Nach erfolgreichem Abteufen im Gefrierverfahren wurden die beiden Schächte bis 1924 bis zum Steinkohlengebirge niedergebracht. 1925 erfolgte ein schwerer Wasser- und Schwimmsandeinbruch in Schacht 2, der den Schacht bis zur Tagesoberfläche füllte und unter Wasser setzte.
Die Teufarbeiten für die gesamte Anlage wurden bis auf weiteres unterbrochen.
1938 wurden die Arbeiten wegen der veränderten wirtschaftlichen Rahmenbedingungen wieder aufgenommen. Bis 1943 hatten beide Schächte die Endteufe erreicht und waren mit Tübbings (Küvelage) standfest ausgebaut. Die Kriegsgeschehnisse führten zu einer erneuten Einstellung der Ausbauarbeiten.
Nach Kriegsende wurde das Bergbaueigentum der Gutehoffnungshütte einer Nachfolgegesellschaft übergeben. Diese führte die Aufbauarbeiten der Zeche Franz Haniel zu einem vorläufigen Abschluss. Es war geplant, beide Schächte als gleichberechtigte Förderschächte für eine Tagesförderung von 9.000 Tonnen in Betrieb zu nutzen. Beide Schächte sollten mit einem Doppelbockfördergerüst versehen werden. Weiterhin waren Kokerei und Kraftwerk für die Anlage vorgesehen.
1952 ging die Anlage in einer kleineren Form in Betrieb. Das Doppelstrebengerüst über Schacht 2 wurde ausgeführt, während über Schacht 1 ein kleines Fördergerüst für die Notbefahrung errichtet wurde. Ferner wurde als weiterverarbeitender Betrieb ein Kraftwerk errichtet.
Die Zeche entwickelte sich vielversprechend und wurde wegen ihres ästhetischen Grundkonzepts zu einer ansprechenden Landmarke. Die Werkssiedlungen wurden nach modernen Maßstäben im umliegenden Waldgebiet angelegt.
Die Zeche Franz Haniel wurde 1957 von der Hüttenwerke Oberhausen AG (HOAG) als Nachfolgegesellschaft der Gutehoffnungshütte übernommen. Die Jahresförderung betrug zu dieser Zeit 1,5 Millionen Tonnen Kohle.
1965 beschloss die HOAG, ihre beiden Bergwerke Jacobi und Franz Haniel fördertechnisch zusammenzuschließen.
Das nun entstandene Verbundbergwerk „Jacobi“/„Franz Haniel“ wurde 1968 in die Ruhrkohle AG übernommen.
1974 ging dieses Verbundbergwerk auf das Verbundbergwerk „Prosper-Haniel“ über. Die Schächte Franz Haniel 1/2 blieben als Seilfahrt-, Berge- und Wetterschächte in Betrieb.
Die Schachtanlage „Franz Haniel“ stellte als Teil des Bergwerks Prosper-Haniel am 21. Dezember 2018 die Förderung ein. Für die Rückbauarbeiten fahren nach wie vor Bergleute im Förderkorb unter Tage (Stand 2019). Beide Schächte wurden bis Ende 2021 verfüllt.